# Попешть (Вранча)
Попешть, Попешті (рум. Popești) — село у повіті Вранча в Румунії. Адміністративний центр комуни Попешть.
Село розташоване на відстані 150 км на північний схід від Бухареста, 14 км на південний захід від Фокшан, 74 км на захід від Галаца, 115 км на схід від Брашова.

## Населення
За даними перепису населення 2002 року у селі проживали 2588 осіб. Рідною мовою 2585 осіб (99,9%) назвали румунську.
Національний склад населення села:
| Національність | Кількість осіб | Відсоток |
| -------------- | -------------- | -------- |
| румуни         | 2575           | 99,5%    |
| цигани         | 9              | 0,3%     |